# Новица Благојевић
Новица Благојевић (Горње Бријање, код Бојника, 1925 — Београд, 11. април 1979) био је економиста, ученик Народноослободилачке борбе и друштвено-политички радник СР Србије.

## Биографија
Рођен је 1925. у Горњем Бријању, код Бојника у земљорадничкој породици. Учесник је Народноослободилачке борбе од 1944, када је ступио у Народноослободилачку војску (НОВЈ). Након рата је као официр наставио каријеру у Југословенској армији (ЈА) до 1953. када је демобилисан.
После напуштања војске посветио се студијама економије, након чега је докторирао на Економском факултету у Београду. Активно се бавио друштвено-политичким радом. Био је члан Централног комитета Савеза комуниста Србије и председник Комисије Централног комитета СКС за друштвено-економске односе са иностранством. За члана ЦК СК Србије биран је Шестом, Седмом и Осмом конгресу.
Био је председник Скупштине општине Нови Београд од 1. маја 1969. до изненадне смрти 11. априла 1979. године.
Аутор је неколико књига и више радова из области економских наука.
Одликован је са више југословенских одликовања.
Сахрањен је у Алеји заслужних грађана на Новом гробљу у Београду.